# Žan Medved
Žan Medved, slovenski nogometaš, * 14. junij 1999, Slovenj Gradec.
Medved je profesionalni nogometaš, ki igra na položaju napadalca. Od leta 2025 je član madžarskega kluba Nyíregyháza Spartacus. Ped tem je igral za slovenske klube Aluminij, Olimpijo, Fužinar in Celje, italijanski Vis Pesaro, slovaške Slovan Bratislava, Skalico in Košice ter poljsko Wisło Kraków. Skupno je v prvi slovenski ligi odigral 20 tekem in dosegel štiri gole. S Slovanom Bratislava je osvojil naslov slovaškega državnega prvaka v sezoni 2019/20 in slovaški pokal leta 2020. Bil je tudi član slovenske reprezentance do 16, 17 in 21 let.